# Kønsidentitet
Ved kønsidentitet forstås bevidsthed om ens køn og den typiske eller traditionelle adfærd for kønnet.
Denne definition lægger ikke vægt på den enkelte persons egen oplevelse, hvorfor kønsidentitet af LGBT Ordbog definerer det som:
Den enkelte persons vedholdende indre og individuelle oplevelse af:
- sit køn – hvilket måske, måske ikke svarer til det ved fødslen tildelte køn og
- sin krop – hvilket, hvis muligheden er til stede, kan indebære ændringer af kroppens udseende

eller funktion gennem medicinsk, kirurgisk eller anden behandling og måder at udtrykke sit køn
på herunder påklædning, tale og manerer.
Kønsidentiteten er en af de identitetsdimensioner, som forekommer blandt mennesker. Andre er fx den sociale, den etniske og den religiøse identitet.
Kønsidentiteten er som hovedregel forbundet med den biologiske identitet. Den biologiske kønsidentitet er genetisk betinget af kønskromosomerne. Denne indebærer blandt andet, at personen i puberteten gennemgår en modningsproces, som manifesterer sig i en ny egenopfattelse og et nyt forhold til eget og det modsatte køn.
Kønsidentiteten har tillige en social dimension: gennem familiens og samfundets opdragende og påvirkende indflydelse udvikler personen en egenopfattelse af hvad, der forventes af vedkommende i kraft af køn (kønsroller). Den egenopfattelse, der således udvikles, vil i høj grad være påvirket af det familie- og samfundsmæssige miljø, vedkommende vokser op i.
Normalt vil der være overensstemmelse mellem en persons kønsidentitet og biologisk køn, men i et mindre antal tilfælde er der ikke en sådan overensstemmelse, fx blandt transkønnede. Årsagen til denne manglende overensstemmelse menes at være en hormonpåvirkning under graviditeten, som påvirker fosteret. Der er forskellige spekulationer om hvorledes, denne påvirkning sker, men ingen sikre beviser for, at de fremsatte teorier er korrekte.